# Квинт Фабий Максим Гург (консул 292 пр.н.е.)
Вижте пояснителната страница за други личности с името Квинт Фабий Максим Гург.
Квинт Фабий Максим Гург (на латински: Quintus Fabius Maximus Gurges) e политик на Римската република.

## Биография
Произлиза от фамилията Фабии. Син е на Квинт Фабий Максим Рулиан (консул 322 пр.н.е.).
През 292 пр.н.е. Гург е консул заедно с Децим Юний Брут Скаева. През 291 пр.н.е. e проконсул в Самниум. При Коминиум побеждава с консул Луций Постумий Мегел самнитите и получава триумф. През 276 пр.н.е. той е отново консул. Колега му е Гай Генуций Клепсина. През 273 пр.н.е. с Квинт Огулний Гал и Нумерий Фабий Пиктор e изпратен от Рим до Птолемей II в Египет.
Неговият син е консул през 265 пр.н.е.